# Chikunia albipes
Chikunia albipes là một loài nhện trong họ Theridiidae.
Loài này thuộc chi Chikunia. Chikunia albipes được Kendo Saito miêu tả năm 1935.